# جوان وود (لاعبة فنون قتال مختلطة)
جوان وود (مواليد 23 ديسمبر 1986) هي لاعبة فنون قتال مختلط إسكتلندية تشارك في وزن الذبابة في بطولة القتال النهائي.

## روابط خارجية
- جوان وود (لاعبة فنون قتال مختلطة) على موقع يو إف سي (الإنجليزية)
- جوان وود (لاعبة فنون قتال مختلطة) على موقع شيردوغ (الإنجليزية)
- جوان وود (لاعبة فنون قتال مختلطة) على موقع Tapology.com (الإنجليزية)
- جوان وود (لاعبة فنون قتال مختلطة) على موقع فايت ماتريكس (الإنجليزية)